# Torque de Burela
El Torque de Burela es el mayor de los torques encontrados en Galicia. La encontró por casualidad en año 1945 un agricultor en el pueblo de Burela (Lugo), en el lugar del Chao de Castro, e inicialmente se había considerado que era el asa de un caldero. Sin embargo, se trata de un torque, una especie de collar característico de periodos de la Edad Antigua que se podría datar entre los siglos III y II a. C.

## Descripción

Representación del torque de Burela en el escudo municipal de Burela.

Se trata de un torque de oro similar a los encontradas en el marco de la cultura de los castros, formado por un núcleo decorado con filigrana en forma de ochos entrelazados en la parte central externa, mientras que en los tercios inferiores la decoración toma la forma de un filamento que se enrolla alrededor del núcleo y se finaliza por un remate geométrico de dimensiones considerables en cada extremo. En tanto que se trata de un torque excepcional por sus dimensiones y peso, se considera que este elemento podía ser una joya votiva, una ofrenda o un símbolo de poder empleado en ocasiones muy determinadas.

## Conflicto alrededor de la pieza
Inicialmente, el torque perteneció a la colección de Ricardo Blanco-Cicerón, para luego pasar a formar parte de la colección de Álvaro Gil Varela. Alrededor de los años 70 del siglo XX, el torque fue depositado en la llamada Sala do Tesouro del Museo Provincial de Lugo. Las autoridades provinciales habían negociado con los herederos de Gil Varela la adquisición de la colección y su incorporación al fondo del Museo Provincial, pero la falta de un acuerdo en el importe precipitó la apertura de los trámites para proteger el conjunto de la colección. Ante este gesto de las autoridades, los herederos de Gil Varela decidieron retirar el fondo del Museo en octubre de 2013, un día después de incoarse el expediente para la declaración de bien de interés cultural del conjunto.
El origen del conflicto se situó en el desinterés del entonces (1999) presidente de la Diputación provincial de Lugo, Francisco Cacharro, para permitir que los nietos de Gil Varela vieran varias pinturas que ya habían sido depositadas por el mismo coleccionista en vida en el fondo del Museo provincial. Este hecho detonó una guerra judicial entre los herederos de Gil Varela y las autoridades provinciales, combinada con contactos infructuosos para adquirir la colección y rematada con la incoación de la declaración del conjunto como bien de interés cultural. Tras manifestar que no se tenía intención de fragmentar la colección o ponerla en manos de un coleccionista privado, los herederos de Gil-Varela y la Diputación provincial de Lugo llegaron a un acuerdo, que incluía el retorno de la colección al fondo del museo provincial de Lugo a cambio de un pago fraccionado de 2,3 millones de euros en cinco años. De este modo, en el año 2018, fecha prevista la finalización del pago, toda la colección Gil Varela tradicionalmente depositada en el fondo del museo provincial de Lugo -también el Torque de Burela- pasará a ser de titularidad pública.